# Euderces guerinii
Euderces guerinii är en skalbaggsart som först beskrevs av Louis Alexandre Auguste Chevrolat 1862.  Euderces guerinii ingår i släktet Euderces och familjen långhorningar. Inga underarter finns listade i Catalogue of Life.